# Dipsastraea lizardensis
Espèce
Dipsastraea lizardensis est une espèce de coraux appartenant à la famille des Merulinidae.